# Zbynek Irgl
Zbyněk Irgl, född 29 november 1980 i Ostrava, Tjeckien, är en tjeckisk före detta professionell ishockeyspelare (forward).